# 雙姓
雙姓、联姓、合姓，是指由兩姓合為一姓，並世代相傳的姓氏，漢字雙姓始於元明之際。是在過繼母系、入赘的情境下，保留原有父系姓氏的措施。现代華人社會因每個家庭子女數量的減少，往往出现父母姓氏合一的“璧联姓”，承担两家合一子的“双祧”之责，也被某些人視為雙姓。

## 東亞地區

### 漢姓
漢姓以單字居多，雙姓因是原本兩個姓氏合併產生的新姓氏，所以常以兩字居多。

#### 華人
中国传统社会女性无继承权，而以過繼母系、入赘等方式解决男性继承人缺乏的问题。过继、入赘的男性需随母姓或妻姓。采用双姓，成为保留原有父姓的措施之一。
中國大陸公民应当随父姓或者母姓，也允许采用父母双方姓氏，通過“父母聯姓”的方式登記。著名例子有語言學家鄭張尚芳。
在台灣，有數個姓氏屬於雙姓，包括范姜（源於桃園市新屋區）、葉劉（源於台灣清治時期新竹縣）、呂蕭（源於新北市淡水區）、張簡（源於福建省南靖县）、張廖（源於詔安縣）、徐辜（源於台中市）、王曹（源於福建省）。近年也有兼用父母雙姓者，但中華民國內政部民國47年（1958年）7月9日台內戶字第12024號函表示，兼用父母雙姓者，應以本名第一從姓為姓，不得視為複姓。其他部分為「名」。民國73年（1984年）7月5日台內戶字第二三七二一七號函（73秋甲8期）表示，在國外出生依該國國情從父母雙姓，回國申請改名從父姓，可依特殊原因經主管機關認定改名。
臺灣雙姓，依照2021年內政部姓氏資料，按其占人口的比例：
1. 張簡
2. 范姜
3. 周黃
4. 江謝

此外，在20世纪初期至中期，台湾、香港、澳门及其他海外地區的华人中，不少人采用“夫姓+本姓”作为已婚婦女的姓，成爲另一種情形的雙姓。詳情參見冠夫姓。

#### 越南（京族）
越南人尤其是南越人常以父母聯姓的方式取名。

### 日本姓
日本姓氏以二字或三字姓為主，卻不同於漢姓的“複姓”，只有兩個姓氏合一者才稱為“複姓”（日本漢語書寫方式），義同漢語的雙姓，如物部氏和弓削氏合為「物部弓削氏」，阿倍氏和布勢氏合為「阿倍布勢氏」，蘇我氏和石川氏合為「蘇我石川氏」等。

## 歐美地區（不包含西語系国家）
如果父母皆來自名門望族，歐美地區常用連字號（英語：hyphen）將雙親的姓氏連在一起，故雙姓又稱hyphenated name，但在英國也有許多不使用連字號的例子。當父親或母親原姓氏已為雙姓，孩子的姓氏為三連姓和四連姓亦時有出現，極端的例子如英國陸軍上尉“Leone Sextus Denys Oswolf Fraudatifilius Tollemache-Tollemache de Orellana Plantagenet Tollemache-Tollemache”，其姓氏是記錄在冊的最長的英文姓氏，也是有記錄以來帶最多連字號的英文姓氏。
西方国家女子出嫁后从夫姓是一个历史悠久的习俗。从1960年代后期至1990年代早期，伴随着女性主義的进展，不少女性主義者开始反對女性必須在婚後改從夫姓。西方女士结婚后选择保留其娘家姓氏，或者是用连字号形式显示其婚后的名称的百分点有轻微上升的趋势。
在美国，少数女士仍保留其娘家姓氏，已婚女性的全名=妻子的名字+妻子的姓氏+丈夫的姓氏。例如美國前國務卿希拉里的全名：Hillary Rodham Clinton，希拉里在1975年与比尔·克林顿结婚后曾经长期不冠夫姓，直到1983年为丈夫能够连任阿肯色州州长而笼络保守派选民冠夫姓。就算在一些家庭中，妻子保留了娘家的姓氏，但夫妇亦会为其子女给予父姓。在使用英语的国家，在传统上，已婚女士都会被称为 Mrs.[丈夫的全名]。不过近年来，更多会使用 Mrs. [妻子的名字] [丈夫的姓氏]。大体上来说，英国和美国的女性结婚后是否冠夫性，是可以由女性自行决定的。
另一方面，希腊、加拿大的魁北克省等多个国家和地区已经立法禁止女性在婚后改姓丈夫的姓氏。
法國現今則區分本姓（nom de naissance）及婚後日常姓氏（nom d'usage)。不論夫妻，婚後雙方皆可自由選擇日常姓氏：可為本姓、配偶姓、或是雙聯姓（順序自訂）。不論如何，身份證件上皆會保留本姓，並加註日常姓氏。
在中古时期, 當女性是一个贵族阶层的家族唯一继承人时，则新婚女性保留娘家性不从夫姓，其新生子女也可能随母姓以延续家族传承的习惯，当一个低阶级家庭的男士要與高阶级家庭中的独生女結婚，他只好入赘妻家随妻姓。18至19世纪英国，女方遗产有时会令男士改变姓名。虽说对英语国家男士从妻姓是绝少数，但是有些男士仍然选择作出此举，例如加拿大的原住民，更罕有的例子是夫妇选择全新的姓氏。
作为另外一个选择，夫妇会采用双姓。举例来说，法國科學家弗雷德里克·约里奥-居里（Jean Frédéric Joliot-Curie，男）與伊雷娜·约里奥-居里（Irène Joliot-Curie，女）结婚时，雙方姓氏改為，其中為男方原姓氏，而則為女方姓氏（相信本例有男方凸顯「屬於居里家族」之意，且其子女仍然沿用Joliot為姓氏）。再比如美國電視劇《生活大爆炸》女主角凯莉·库柯（Kaley Cuoco），在嫁给网球运动员莱恩·斯维廷（Ryan Sweeting）后保留原姓而使用双姓，改叫凯莉·库柯-斯维廷（Kaley Cuoco-Sweeting）。但是，有些人认为姓氏用连字号形式会变得过长累赘。妻子亦可以把她的娘家姓作为她的中间名，如Mary Jones嫁给了姓Smith的男人后，她可以被称为Mrs. Smith，或者把娘家姓作为中间名称Mary Jones Smith。北欧的瑞典有40%的女性结婚后使用夫妻双姓。美国则少一些。

## 西班牙语区
西班牙人在取名时会在父姓之後冠上母姓，母姓和父姓间用空格隔开。西班牙裔人士在其他欧美国家使用其姓名时通常会使用连字号连接父姓和母姓以避免误会。

## 另見
- 生死異姓